# Manoir de Louzil
Le manoir de Louzil est un manoir situé à Bouchemaine, en France.

## Localisation
Le manoir est situé dans le département français de Maine-et-Loire, sur la commune de Bouchemaine.

## Historique
L'édifice est inscrit au titre des monuments historiques en 1975.